# José Augusto Ferreira Salgado
José Augusto Ferreira Salgado ComL (Joane, Famalicão, 8 de Fevereiro de 1925 - Lisboa, 14 de Janeiro de 1990) foi um advogado, escritor e presidente da comissão administrativa da Câmara de Braga, de 29 de Outubro de 1975 a 31 de Março de 1976.
A 10 de Junho de 1990 foi feito Comendador da Ordem da Liberdade.